# Haikansaari (ö i Birkaland, Tammerfors)
Haikansaari är en ö i Finland. Den ligger i sjön Vesijärvi och i kommunerna Kangasala och Orivesi i den ekonomiska regionen Tammerfors och landskapet Birkaland, i den södra delen av landet, 160 km norr om huvudstaden Helsingfors. Öns area är 11,8 hektar och dess största längd är 1 kilometer i öst-västlig riktning.